# Spannungswaage
Eine Spannungswaage oder Potentialwaage, auch als absolutes Elektrometer bezeichnet, ist ein historischer Versuchsaufbau und eine spezielle Bauform eines Elektrometers. Es handelt sich um eine Balkenwaage, deren eine Last eine Kondensatorplatte ist. Auf diese Weise wird die elektrische Feldkraft direkt mit der Gewichtskraft einer bekannten Masse verglichen. Die Spannungswaage wurde früher verwendet, um hohe elektrische Spannungen zu messen, oder – bei bekannter Spannung – die elektrische Permittivität zu bestimmen. Heute dient sie vorrangig als Demonstrationsexperiment.
Die Erfindung der Messanordnung wird je nach Quelle dem deutschen Physiker Gustav Robert Kirchhoff oder dem britischen Physiker William Thomson, besser bekannt als Lord Kelvin zugeschrieben.

## Messaufbau

Legt man am Kondensator eine Spannung an, so muss man ein weiteres Gewichtstück auf die Waage legen, um die Balance zu haben.

- Unter der an der Waage befestigten Kondensatorplatte wird eine zweite, gleich große Platte in geringem Abstand parallel angebracht.
- Die Platten werden zunächst elektrisch miteinander verbunden, um sie zu entladen und Spannungsfreiheit zu garantieren. Ein Widerstand kann hierbei zur Strombegrenzung dienen. Die Waage wird dann austariert.
- Nun werden die Platten elektrisch getrennt und aufgeladen, indem man sie z. B. mit einer Gleichspannungsquelle verbindet. Dadurch bildet sich zwischen ihnen ein elektrisches Feld aus und die Platten ziehen sich an.
- Um die entstehende Kraft zwischen den Platten zu kompensieren, werden auf der anderen Waagschale Gewichtsstücke hinzugefügt.

## Auswertung

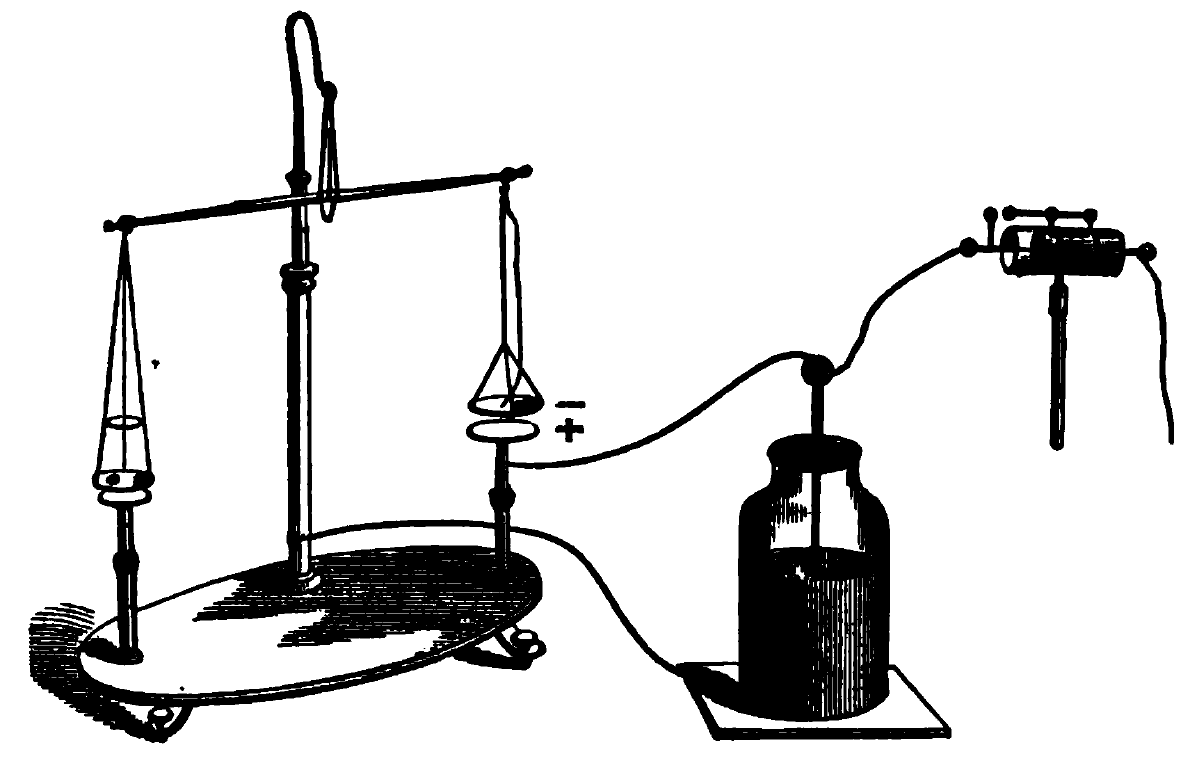
Illustration einer historischen Spannungswaage (um 1870) mit einer Leidener Flasche zur Stabilisierung der Spannung

Für die elektrostatische Kraft {\displaystyle F_{E}} gilt:
{\displaystyle F_{E}={\frac {1}{2}}EQ={\frac {1}{2}}{\frac {U}{d}}\cdot CU={\frac {1}{2}}\varepsilon _{0}\varepsilon _{\mathrm {r} }{\frac {A}{d^{2}}}U^{2}}
mit der elektrischen Feldstärke {\displaystyle E}, der Ladungsmenge {\displaystyle Q}, dem Plattenabstand {\displaystyle d}, der elektrischen Feldkonstante {\displaystyle \varepsilon _{\mathrm {0} }}, der relativen Permittivität von Luft {\displaystyle \varepsilon _{\mathrm {r} }} und der Fläche der oberen Platte {\displaystyle A}. Der Faktor {\displaystyle {\tfrac {1}{2}}} tritt auf, weil die gewogene Kondensatorplatte nur dem Feld der anderen Platte ausgesetzt ist, nicht aber dem eigenen. Deswegen ist die wirksame Feldstärke für eine Platte nur halb so groß wie die messbare Feldstärke zwischen beiden Platten.
Für die Gewichtskraft der hinzugefügten Masse {\displaystyle m} gilt:
{\displaystyle F_{G}=mg}
mit der Fallbeschleunigung {\displaystyle g\approx 9{,}81\,\mathrm {\tfrac {m}{s^{2}}} }.
Ist die Waage durch die zusätzlichen Massen ausbalanciert, so haben die Drehmomente beider Seiten den gleichen Betrag. Mit den Balkenlängen a und b gilt dann
{\displaystyle F_{E}\cdot a=F_{G}\cdot b}
und damit:
{\displaystyle {\frac {1}{2}}\varepsilon _{0}\varepsilon _{\mathrm {r} }{\frac {A}{d^{2}}}U^{2}\cdot a=mg\cdot b}
Daraus ergibt sich für die Spannung der Zusammenhang:
{\displaystyle U={\sqrt {2\left({\frac {b}{a}}\right)\cdot {\frac {mgd^{2}}{\varepsilon _{0}\varepsilon _{\mathrm {r} }A}}}}}
Bei bekannter Spannung kann diese Messanordnung auch verwendet werden, um die elektrische Feldkonstante oder die relative Permittivität des Dielektrikums zu bestimmen.
Die obige Herleitung gilt für ein homogenes elektrisches Feld zwischen den Platten. Inhomogenitäten treten vor allem am Rand auf. Um zu verhindern, dass diese das Messergebnis verfälschen, erweitert man die obere Kondensatorplatte um einen Schutzring, der sie konzentrisch umschließt und denselben Abstand zur unteren Platte hat. Er liegt auf demselben elektrischen Potential wie die obere Platte, hängt aber nicht am Arm der Balkenwaage. Dadurch treten die inhomogenen Randfelder außen am Schutzring auf. Der Raum oberhalb der gewogenen Platte sollte möglichst feldfrei sein. Daher ist es vorteilhaft, für diese das Erdpotential zu wählen und die untere Platte um {\displaystyle U} davon abweichend. Die wirksame Spannung hängt von Kontaktspannungen und der Austrittsarbeit an den Plattenoberflächen ab. Hohe Spannungen vermindern den dadurch bewirkten Messfehler.